# Unternehmen Felix
Das Unternehmen Felix war der Deckname einer deutschen Militäroperation einer Planung der deutschen Militärführung im Zweiten Weltkrieg, der vorsah, 1941 den britischen Flottenstützpunkt auf Gibraltar zu erobern, um die Kontrolle der Seeverbindung zwischen dem Atlantik und dem Mittelmeer zu erlangen. Zusätzlich hätten die Deutschen die Verbindungen zwischen Großbritannien und seinen Stützpunkten im Süden erheblich gestört, wenn nicht sogar unterbunden.
Der Plan zum Unternehmen Felix wurde – bis auf verdeckte Aufklärungsmaßnahmen von spanischem Gebiet aus und Truppenübungen für die Eroberung von Gibraltar – nicht in die Tat umgesetzt.

## Ausgangslage
Am 10. Mai 1940 begann die Wehrmacht den Westfeldzug; am 22. Juni unterzeichnete Frankreich den kapitulationsähnlichen Waffenstillstand von Compiègne. Ab diesem Zeitpunkt grenzte der deutsche Machtbereich direkt an das faschistische Spanien. Anknüpfend an die Beziehungen während des Spanischen Bürgerkriegs trafen sich Adolf Hitler und der spanische Machthaber Francisco Franco im Oktober 1940 im französischen Grenzort Hendaye (Konferenz von Hendaye) und erörterten die Umstände, unter denen Spanien in den Krieg eintreten würde. Franco forderte dabei exzessive deutsche Hilfe beim Ausbau der Infrastruktur, bei der Versorgung mit Lebensmitteln und Öl und bei der Aufrüstung der Spanischen Streitkräfte.

## Planung
Trotz der Unklarheit über den Status Spaniens im weiteren Verlauf des Krieges wurden beim Oberkommando der Wehrmacht konkrete Angriffsoperationen auf den Felsen von Gibraltar geplant. Die Ergebnisse einer Erkundungsreise im Juli 1940 durch Offiziere des Amtes Abwehr fielen ernüchternd aus, jedoch hielt man die Eroberung des Felsens grundsätzlich für möglich. Der anschließend erstellte Angriffsplan veranschlagte die Dauer der Kampfhandlungen auf drei Tage, wobei mit einer außerordentlich verlustreichen Aktion gerechnet wurde, da die Briten sich in günstigen Verteidigungspositionen befänden und ein Überraschungsvorteil nicht gegeben sei, weil vom Überschreiten der französisch-spanischen Grenze bis zum Angriff mit 38 Tagen gerechnet wurde. Am 24. August 1940 genehmigte Hitler den ausgearbeiteten Plan zur Eroberung von Gibraltar.
Am 26. Oktober 1940 erhielt der Kommandeur der 1. Gebirgs-Division, Oberst Hubert Lanz, den Befehl, den Angriff auf Gibraltar vorzubereiten. Um unter wirklichkeitsnahen Verhältnissen den Angriff üben zu können, wurde die 1. Gebirgs-Division, das Infanterie-Regiment Großdeutschland und einige Sonderverbände im gebirgigen Französischen Jura bei Valdahon, nahe der Schweizer Grenze, zusammengezogen und im November/Dezember 1940 entsprechende Angriffsübungen durchgeführt. Die für diese Sonderaufgabe zusammengestellte „Sturmdivision“ hatte folgende Gliederung:
- Divisionsstab: Stab der 1. Gebirgs-Division;
- GebJgRegt 98 mit 3 Bataillonen zu je 5 Kompanien;
- Grenadier-Regiment „Großdeutschland“ mit 5 Bataillonen, darunter 2 schweren Bataillonen
- Gebirgs-Artillerie-Regiment 79 mit 2 Gebirgskanonen-, einer 10,5 cm Gebirgshaubitz- und einer 15 cm motorisierten Haubitz-Abteilung;
- Pionier-Regiment „Geiger“ mit 3 Bataillonen;
- 1 bis 2 Nebelwerfer-Abteilungen;
- 1 Gebirgsnachrichtenabteilung und
- Sanitäts- und Versorgungsverbände.

Diese Division hatte eine Personalstärke von rund 460 Offizieren und 16.000 Mann. Sie verfügte über eine gute, teilweise sogar sehr moderne Bewaffnung, die dem Unternehmen angepasst wurde. Bei allen Verbänden handelte es sich um ausgesuchte Truppen.
Für den Angriff auf Gibraltar sollten zwei Armeekorps der Wehrmacht, das motorisierte XXXIX. (39.) Armeekorps unter General Rudolf Schmidt und das XXXXIX. (49.) Gebirgs-Korps unter General Ludwig Kübler am 10. Januar 1941 über spanisches Territorium nach Süden vorstoßen. Schmidts XXXIX. Armeekorps sollte bei Valladolid, Cáceres und Sevilla Stellung beziehen, um die Flanke des Angriffs gegen eine mögliche britische Intervention zu sichern. Küblers Armeekorps würde den eigentlichen Angriff durchführen, wofür ihm nicht nur die „Sturmdivision“, sondern auch eine Abteilung der Spezialeinheit Brandenburg sowie eine Spezialeinheit der Abwehr, unterstellt wurden. Zwei weitere Divisionen waren dafür vorgesehen, nach dem gelungenen Angriff nach Nordafrika überzusetzen und das damals zu Vichy-Frankreich gehörende Marokko zu besetzen.

## Verschiebung und Aufgabe des Vorhabens
Da Franco seine Zustimmung zum Unternehmen Felix verweigerte, wurde der Angriffstermin zunächst verschoben und im Zuge der Vorbereitungen auf den Angriff auf die Sowjetunion schließlich am 10. Januar 1941 eingestellt. Als Unternehmen Felix-Heinrich sollte der Plan erneut zur Durchführung kommen, wenn der Feldzug gegen die Sowjetunion erfolgreich verlief. Tatsächlich wurden jedoch keine konkreten Operationen mehr vorbereitet, lediglich Pläne für eine etwaige Landung der Alliierten in Spanien wurden noch erstellt.
Die ablehnende Entscheidung Francos ist bis heute in der Geschichtsforschung nicht endgültig geklärt. Zwar äußerte er mehrmals gegenüber Hitler und Mussolini, dass er einem Kriegsbeitritt auf Seiten der Achsenmächte nicht ablehnend gegenüberstehe; jedoch stellte er derart offensichtlich unerfüllbare wirtschaftliche Forderungen an das Reich, dass sie auch als Ausdruck des Bestrebens gewertet werden können, sich unter dem Vorwand, dass sein Land eben noch nicht so weit sei, einem Kriegseintritt zu entziehen. Eventuell unterlag Madrid aber auch der letztlichen Fehleinschätzung, dass Deutschland den Krieg gewinnen und Gibraltar anschließend kampflos an Spanien fallen würde.